# Митогенетическое излучение
Митогенетическое излучение — ультрафиолетовое излучение широкого диапазона (190—325 нм), про которое предполагалось, что оно может возникать при экзотермических химических реакциях, протекающих in vitro и в живых системах и характеризующееся очень малой интенсивностью. Поглощение молекулами такого слабого потока высокоэнергетичных фотонов приводит к ряду последствий в живых системах, наиболее важным из которых является стимуляция клеточных делений (митозов).
Исследования не обнаружили митогенетического излучения, однако в 2025 году было опубликовано исследование об обнаружении схожего эффекта.

## История вопроса
Митогенетическое излучение (МГИ) было открыто в 1923 г. А. Г. Гурвичем в опытах с корешками лука. К одному растущему корешку лука был приближен другой корешок. Кончик второго корешка был ориентирован перпендикулярно длинной оси первого на некотором расстоянии от его кончика, вблизи зоны клеточного деления, определяющего рост корешка. В результате на стороне, на которую было направлено воздействие, частота клеточного деления возросла, и корешок, соответственно, изогнулся. Стеклянная пластинка между двумя корешками снимала эффект, в то время как кварцевая на воздействие не влияла. Следовательно, по заключению Гурвича, эффект обусловлен не химическими воздействиями, а излучением, поглощаемым стеклом и не поглощаемым кварцем. Такими свойствами обладает ультрафиолетовое излучение.
Спектральный состав излучения был установлен позднее в опытах ученика Гурвича — Г. М. Франка, который с помощью кварцевого спектрографа установил, что учащение митозов в культуре дрожжей вызывает лишь УФ-излучение в диапазоне 190—325 нм.
Важное практическое значение открытого излучения Гурвич продемонстрировал при изучении раковых опухолей. Оказалось, что излучение опухолевых клеток сильно отличается от излучения нормальных, а в крови раковых больных обнаружили вещество, способное подавлять МГИ нормальных клеток. За исследования по проблеме рака А.Гурвич несколько раз (в 1932, 1933 и 1934 гг.) номинировался на Нобелевскую премию по физиологии и медицине, а в 1941 году ему была присуждена Сталинская премия.
Исследования разных аспектов МГИ привлекали большое внимание учёных в предвоенные годы. Хотя на конференции Фарадеевского общества в 1938 году сопредседатели конференции П. Прингсгейм и С. И. Вавилов отметили, что эмиссию УФ-излучения при химических реакциях в биологических процессах можно считать окончательно установленной, наблюдаемые в экспериментах свойства митогенетического излучения сильно расходились с представлениями классической биохимии. Наряду с большим количеством статей, подтверждающих выводы Гурвича (всего более 1000 публикаций, из них 10 — в журнале Nature), появились и работы (около 20, в частности, объёмное исследование), ставящие его результаты под сомнение. Причиной появления работ, в которых авторам не удалось обнаружить эффект МГИ, следует считать как крайне слабый уровень МГИ (как правило, 10-1000 фотонов/(см²•с)), так и значительную сложность экспериментального протокола. Как показали авторы, изучившие, практически, все значимые «отрицательные» работы, ни в одной из них необходимые требования к проведению эксперимента не были соблюдены. К сожалению, война надолго прервала исследования в этой области.
В послевоенный период, уже после смерти А. Г. Гурвича в 1954 г., исследования были продолжены Анной Гурвич (дочерью А. Г. Гурвича) и группой Тарусова Б. Н. на кафедре биофизики биофака МГУ. К сожалению, эти работы, опубликованные уже в 1960-х годах на русском языке, не были известны на Западе. Так что, уже начиная с конца 30-х, благодаря нескольким неудачным попыткам его воспроизвести, эффект МГИ считался «закрытым», а его исследования западными учёными были полностью прекращены. Более того, неспособность учёных теоретически объяснить и экспериментально надёжно зарегистрировать эффект МГИ, дали основание Ирвингу Лэнгмюру отнести его к так называемой «патологической науке» (англ.).
Тем не менее, работы по изучению сверхслабого электромагнитного излучения биообъектов продолжались. Так, проблемам межклеточного дистанционного взаимодействия были посвящены работы академика В. П. Казначеева и недавняя монография А. В. Будаговского. А. М. Кузин предполагал, что открытые им в 1994 году вторичные биогенные излучения имеют общую природу с митогенетическими лучами. По его мнению, в основе обоих процессов лежит когерентное сверхслабоинтенсивное излучение, непрерывно возникающее в конденсированных полимерах под влиянием атомной радиации земного и космического происхождения.
В настоящее время сверхслабое когерентное излучение биологических объектов изучают несколько исследовательских групп, в том числе группа А. Поппа в Международном институте биофизики (Neuss, Germany) и группа Л. В. Белоусова на биофаке МГУ.
Оценку значимости митогенетического излучения в условиях космического полета призваны дать эксперименты, включенные (на период 2014—2020 гг.) в программу научно-прикладных исследований на пилотируемых космических комплексах. На сайте ЦНИИМАШ содержится подробная программа эксперимента и описание прибора, сконструированного НПП ООО «Биотехсис» для его реализации. Отмечается, что «метод разработан в России и используется в качестве контроля состава микробных сообществ в экологии, биотехнологии и медицине. Зарубежные аналоги отсутствуют.»

## Свойства и биологическая функция митогенетического излучения

### Генерация митогенетического излучения
С момента открытия митогенетического излучения перед исследователями стоял вопрос об источнике столь высокоэнергетического излучения (с энергией свыше 100 ккал/моль), в то время как оно регистрировалось и изучалось на ферментативных процессах с энергиями выхода всего несколько ккакл/моль. Сам Гурвич полагал, что способность организмов излучать фотоны обусловлена особым состоянием высокомолекулярных комплексов живой материи. Такие гипотетические ансамбли макромолекул Гурвич назвал «неравновесными молекулярными констелляциями» . Их неравновесное состояние поддерживает энергия, освобождаемая при метаболизме, а пространственная упорядоченность обусловлена внешним по отношению к «констелляциям» фактором — векторным биологическим полем. Если ограничиться лишь энергетической стороной вопроса, то из концепции Гурвича следует, что любое нарушение метаболизма, любое вмешательство в пространственно-временную структуру констелляций должно сопровождаться освобождением энергии, а поскольку метаболическая энергия в констелляциях распределена между разными энергетическими уровнями, то часть её может выделиться в виде «горячих» ультрафиолетовых фотонов.
Помимо определяющей роли неравновесных констелляций, Гурвич учитывал важную роль свободных радикалов в химических и ферментативных реакциях, сопровождавшихся митогенетическим излучением, но не считал, что это основной его источник.
Другой точки зрения придерживался Б. Н. Тарусов. Он считал, что непосредственным источником сверхслабых биологических излучений служат свободнорадикальные реакции, в первую очередь реакции перекисного окисления липидов и рекомбинации активных форм кислорода. Такие реакции идут в клетках, если нарушаются обычные пути использования клетками кислорода. Они вредны для организма, так как радикалы должны повреждать клеточные структуры, нарушая нормальный ход физиологических процессов, а сопровождающее их излучение не играет никакой функциональной роли.
В настоящее время ни один их двух подходов не получил решающего преимущества в работах по сверхслабому излучению биологических объектов.

### Регистрация митогенетического излучения
Митогенетическое излучение впервые обнаружено А. Г. Гурвичем в опытах с корешками лука, которые послужили биологическим детектором. Активно делящиеся клетки кончика корня на расстоянии 2-3 мм индуцировали митоз в меристематической ткани другого, химически изолированного от него корня. Дальнейшие исследования показали, что таким свойством обладают не только корешки лука, но и различные клетки, ткани и органы растительного и животного происхождения. Одним из наиболее удобных для исследований оказались клетки культуры дрожжей . Такие биодетекторы обладают исключительной чувствительностью к излучению, интенсивность которого по оценке физиков, работавших между 1930—1940 гг. со счетчиками фотонов Гейгера — Мюллера, составляет 1-1000 квантов см−2 с−1. Количественную оценку интенсивности в опытах с биодетекторами получают путём пересчета количества митозов и статистической обработке результатов по определенной методике .
Большие трудности и противоречия возникли при попытках аппаратурной регистрации митогенетического излучения и определении его спектрального состава из-за крайне низкой интенсивности света. Ситуацию усложнило ещё и то, что в исследованных интервалах длин волн излучали не только активно делящиеся клетки, но и дифференцированные ткани, растворы аминокислот, липидов, ДНК и др.. Так, чувствительность фотоэлектронных умножителей, которыми располагала группа Б. Н. Тарусова, не позволяла достоверно ни подтвердить, ни опровергнуть данные, полученные Гурвичем с использованием биодетекторов.
Современные исследователи сверхслабого излучения биообъектов используют как биосенсоры, так и высокочувствительные фотоумножители в режиме счета фотонов,

### Биологическая функция митогенетического излучения
Первоначально, биологическая роль митогенетического излучения (что следует из самого его названия) связывалась со стимулированием митозов в биологических объектах. При попытке объяснить механизм такой стимуляции возникает много вопросов. В. Г. Петухов отмечает, что многие опыты Гурвича проходили при естественном (дневном) освещении, спектр которого включает весь митогенетический диапазон длин волн. То есть, на биодетектор попадает достаточное количество квантов ультрафиолетовой области спектра. Однако стимуляция митозов возникает лишь при добавлении к ним ничтожно слабого (1-100 квантов см−2 с−1) излучения
от биоиндуктора. Обнаруженная ещё самим Гурвичем высокая направленность излучения, подтвержденная в 1975 г. В. М. Инюшиным и П. Р. Чекуровым при анализе собственных опытов по фотографической регистрации митогенетического излучения корешков лука, позволила выдвинуть предположение о когерентности сверхслабых излучений биообъектов (в том числе и митогенетического). Подробно вопрос о когерентности биологических излучений рассматривается в монографии.
По мнению Гурвича, высокоэнергетические фотоны митогенетического излучения приводят к возникновению и широкому распространению в живых системах цепных процессов. Это вытекает из представления А. Г. Гурвича о неравновесно-упорядоченном состоянии молекулярного субстрата живых систем. Само существование митогенетического излучения является манифестацией биологического поля, которое и управляет упорядоченными высокомолекулярными неравновесными комплексами в ходе морфогенеза.
Предпринимаются попытки построить модели биологических излучений на основе теории голографической индукции морфогенеза и в рамках описания кооперативных когерентных процессов в биообъектах с позиций квантовой электродинамики.

## Сверхслабое фотонное излучение
Согласно исследованию ученых из Университета Калгари, опубликованному в 2025 г., каждая живая система излучает свет без необходимости внешнего возбуждения. Исследование показывает, что все живые существа испускают слабый свет, называемый сверхслабым фотонным излучением (ultraweak photon emission, UPE), вызванный активностью клеток. Этот свет становится сильнее под воздействием стресса и исчезает, когда организм умирает. Исследователи предполагают, что UPE может помочь обнаружить стресс у животных и растений без физического вмешательства.
В отличие от биолюминесценции, сверхслабое фотонное излучение — это очень слабый, не видимый для человеческого зрения свет видимого диапазона, который естественным образом испускают живые существа. UPE был обнаружен во всех организмах: от отдельных клеток и бактерий до растений, животных и людей.